# Миеза
Ми́еза (др.-греч. Μίεζα или Ме́за, др.-греч. Μέζα) — небольшой античный городок, располагавшийся недалеко от столицы древней Македонии Пеллы. Расположен у города Науса (Иматия) Греции.
Стефан Византийский пишет, что согласно историку Марсию имя городу дала Миеза, сестра Берои (Βέροια, давшая имя Верии) и Олгана, дочь Бера, сына Македона.
В Миезе располагалось одно из царских имений. С рождением сына Филипп II Македонский среди садов, в роще нимф, построил Нимфейон (святилище нимф) для занятий Аристотеля с юным Александром, позже вошедшем в историю как полководец Александр Великий.
Аристотель поселился здесь с воспитанниками (среди которых был и царевич Александр, а также будущие диадохи и цари Птолемей I Сотер, Кассандр) и помощниками — Феофрастом и племянником Каллисфеном. Аристотель также привёз с собой в Македонию жену Пифиаду, дочь Пифиаду, названную в честь матери, и тринадцатилетнего усыновлённого Никанора, сверстника Александра. Кроме того, здесь жили знатные македонские юноши, и их присутствие придавало совместному обучению определенную живость; вместе с тем их было не так много, чтобы это могло препятствовать тесному общению Аристотеля с Александром. Три года (343—340 до н. э) посвятил Аристотель воспитанию Александра, пока Филипп не стал приобщать сына к управлению государством. Великий философ учил Александра всем общеобразовательным наукам, среди которых впервые появилась география, кроме того передал свои знания по медицине, а также свою жажду исследования природы.
Археологические раскопки на этом месте начались в 1950-е горды. От Нимфейона, в котором преподавал Аристотель, сохранилась двухэтажная аркада с несколькими ионическими колоннами, в сочетании с тремя природными пещерами. Археологические находки: плитка, керамические сосуды и фрагменты портика Нимфейона ныне экспонируются в Археологическом музее Верии.